# Vent estel·lar

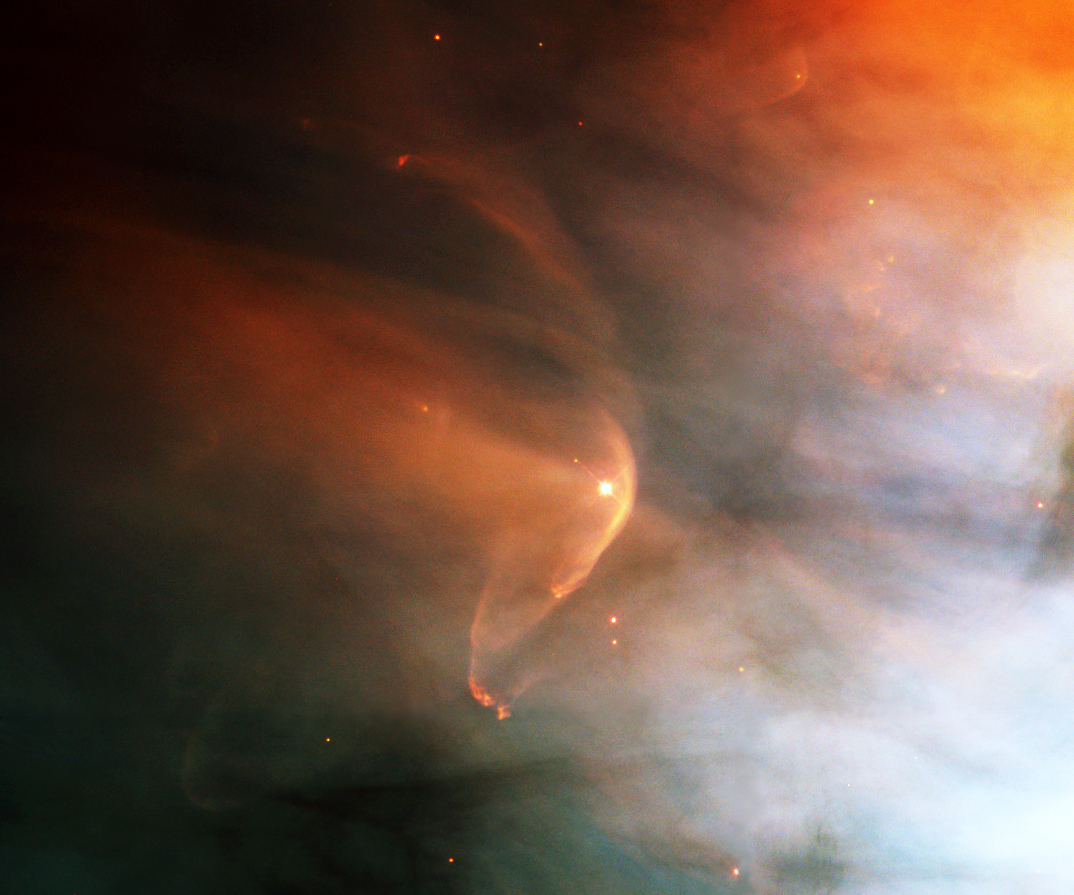
Aquesta imatge mostra el vent de l'estrella LL Orionis generant un xoc d'arc (lluminós) mentre xoca amb matèria a la circumdant Nebulosa d'Orió

El vent estel·lar és un corrent de partícules carregades, això és, plasma, que és ejectat per l'atmosfera d'una estrella. Quan s'origina al Sol del nostre sistema, aquest fenomen s'anomena vent solar. Està format, en la major part, per electrons i protons (aproximadament d'1 KeV) que poden escapar de la gravitació de l'estrella en part a causa de l'elevada temperatura de la corona i a l'elevada energia cinètica que les partícules guanyen mitjançant un procés que no és ben conegut encara avui.
Una estrella que s'acosta al final de la seva vida sovint expulsa grans quantitats de massa ({\displaystyle \scriptstyle {\dot {M}}>10^{-3}} masses solars per any), vents lents (v = 10 km/s). Inclou gegants vermelles i  supergegants vermelles. S'entén que aquests vents són impulsats per la pressió de radiació sobre la  pols que es condensa a l'atmosfera superior de les estrelles.